# Onchotelson spatulatus
Onchotelson spatulatus är en kräftdjursart som beskrevs av Nicholls 1944. Onchotelson spatulatus ingår i släktet Onchotelson och familjen Phreatoicidae. IUCN kategoriserar arten globalt som sårbar. Inga underarter finns listade i Catalogue of Life.